# زوارق إنزال معدات

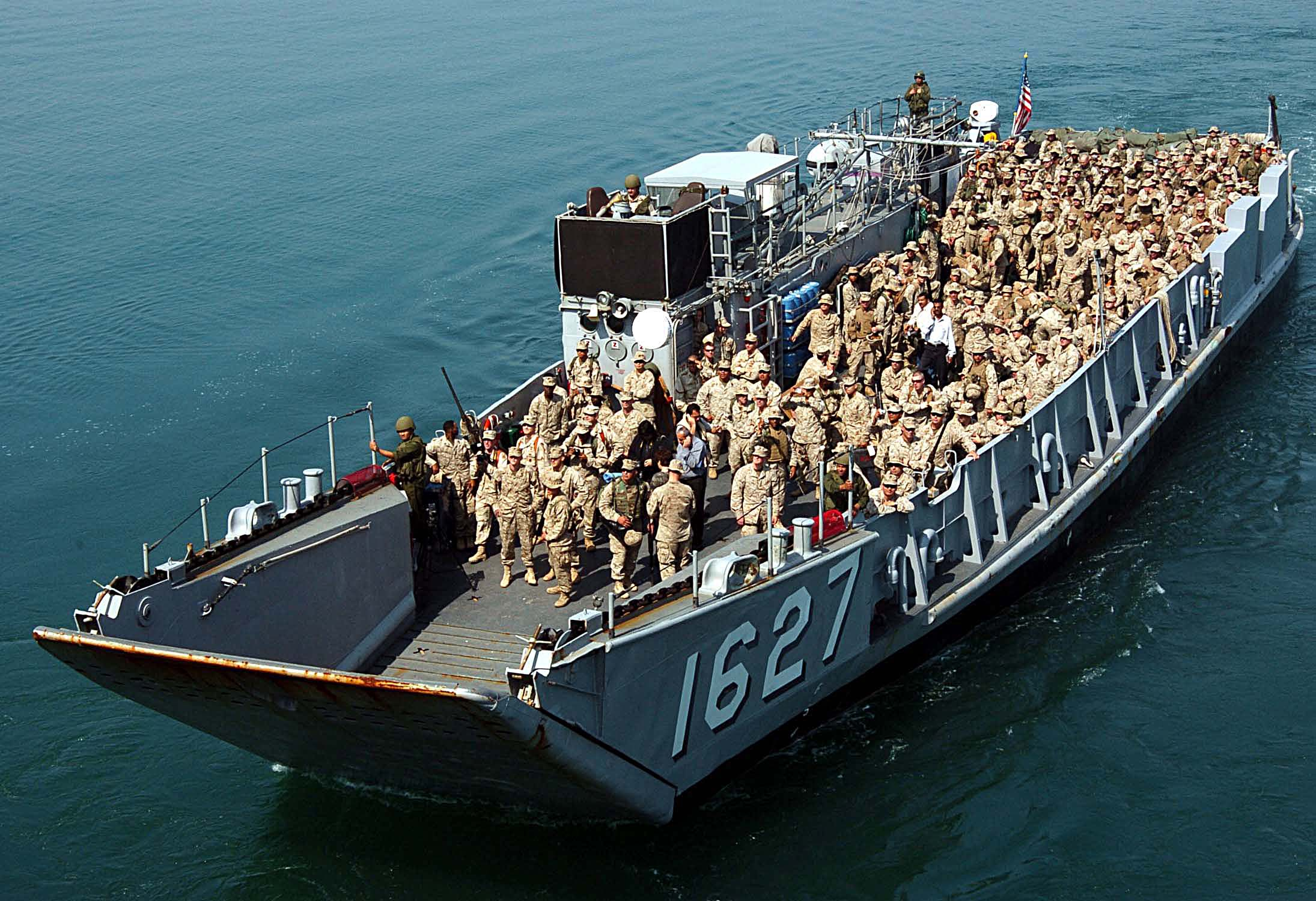

زوارق إنزال معدات ( LCU ) هي نوع من القوارب تستخدمه القوات البرمائية لنقل المعدات والقوات إلى الشاطئ. وهي قادرة على نقل مجنزرة أو المركبات ذات العجلات وقوات من سفن هجومية برمائية إلى المرابط أو اأرصفة. 

## روابط خارجية
- قوات المارينز الملكية - مركبة الهبوط (royalnavy.mod.uk)
- ورقة الحقائق البحرية الأمريكية